# 芬诺曼运动
芬诺曼运动（芬蘭語：Fennomania）是芬兰大公国初期时期出现的芬兰民族主义运动，旨在提升芬兰语的地位及根据浪漫民族主义来建立一个国语为芬兰语的民族国家。
1870年代以来，代表多数民族芬兰族的芬诺曼运动人士和代表少数民族芬兰瑞典族的斯韦科曼运动人士之间产生了政治争端和意见交换。这两个群体之间的政治斗争称为“芬兰的语言纷争”。这场斗争尤其发生在1863年生效的语言条例和设立芬兰语小学的时候。
芬兰独立后，跟随在芬诺曼运动之后的是真正芬兰民族运动，该运动的目的是要快速解决芬兰的语言和民族斗争。真正芬兰民族运动试图提升芬兰民族文明，以及建立芬兰人的民族国家。

## 格言
最能代表芬诺曼运动的名言是由约翰·威廉·斯内尔曼写成的：
|  | 我们不是瑞典人， 我们不想成为俄国人， 那我们就是芬兰人。 |